# یواس‌اس رسکیو (۱۸۵۰)

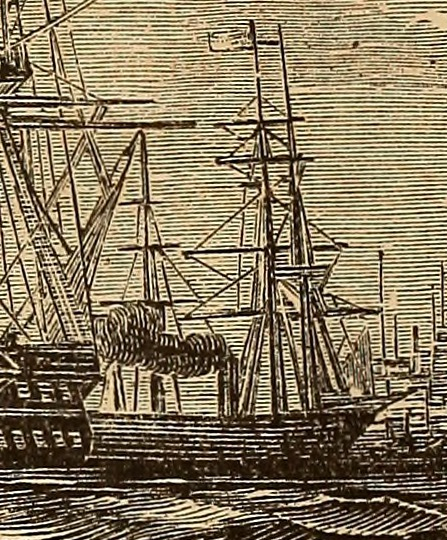

یواس‌اس رسکیو (۱۸۵۰) (به انگلیسی: USS Rescue (1850)) یک کشتی بود.